# Кинтэ
Кинтэ (яп. 禁手), киндзитэ (яп. 禁じ手 «запрещённый ход») — ситуация во время партии в сёги, когда один из игроков делает ход, запрещённый правилами игры. К таким ходам относятся:
1. Нифу (яп. 二歩 «две пешки») — сброс пешки на вертикаль, на которой уже находится неперевёрнутая пешка того же игрока.
2. Утифудзумэ (яп. 打歩詰め «мат сбросом пешки») — сброс пешки, дающий мат королю противника.
3. Ход, нарушающий правила движения данной фигуры (например, прыжок пешкой через два поля).
4. Отсутствие переворота фигуры, не имеющей после этого возможных ходов (например, ход пешкой на последнюю горизонталь без переворота).
5. Ход королём под шах, либо оставление короля под шахом (яп. 王手放置 о:тэ-хо:ти).
6. Переворот фигуры, не достигшей лагеря противника (например, переворот пешки на 5-й горизонтали).
7. Сброс из руки превращённой фигуры.
8. Сброс фигуры таким образом, что она никогда не будет иметь возможных ходов (например, сброс пешки на последнюю горизонталь).
9. Съедение своей фигуры.
10. Второй ход подряд.

Очень редко случаются и другие, экзотические виды кинтэ, например, постановка взятой фигуры на комадай противника: такую ошибку совершил поглощённый игрой 12-летний ученик Сёрэйкай Тэцуро Итодани. Поняв, что совершил кинтэ, он заплакал. Впоследствии Итодани стал профессиональным игроком.
Кроме сёги, термин киндзитэ применяется и в других японских видах спорта (го, спортивные единоборства).

## Правила применения
В европейских любительских турнирах принято следующее правило: если соперник замечает кинтэ и вместо своего хода указывает на нарушение, то он одерживает победу в партии. Если соперник не замечает нарушения и делает следующий ход, и на доске не остаётся следов кинтэ, то позиция считается «заигранной», и партия продолжается. Однако, пока на доске видимы последствия запрещённого хода (две пешки на одной вертикали, фигура, которая не может двинуться) или совершение кинтэ можно доказать по ведущейся записи партии, кинтэ все ещё может быть объявлено.
В Японии считается, что партия, в которой возникло кинтэ, уже закончена, и все последующие ходы не могут считаться ходами в рамках правил сёги. Таким образом, кинтэ может объявить любой игрок, а также любой зритель или судья.
Однако признание поражения имеет более высокий приоритет, чем кинтэ. Прецедент:
Сыграв 100.N-3g=, Като продолжал касаться коня вновь и вновь несколько секунд, а затем изменил ход, перевернув его: N-3g+. Абэ, вместо указания на кинтэ по изменению уже сделанного хода, заметил лишь, что следует правильно вычесть время раздумий, поскольку таймер был переключен сразу после хода N-3g=. Это было сделано, игра продолжилась, и в итоге Абэ сдался. Впоследствии JSA наложила на Като штраф за кинтэ по изменению сделанного хода. Однако результатом партии осталась победа Като. //  Партия Абэ—Като, 10 мая 2005 года.
В любительских турнирах с участием новичков иногда применяется «правило нескольких ошибок». Участник, не имеющий официального рейтинга, может без последствий сделать кинтэ 1 или 2 раза за партию; запрещённый ход при этом отыгрывается назад, как в шахматах. Однако, уже следующая ошибка приведёт к его поражению. Поскольку данное правило не является общепринятым, для применения оно должно быть прописано в положении турнира и объявлено судьёй перед началом турнира.

## Кинтэ в профессиональных партиях

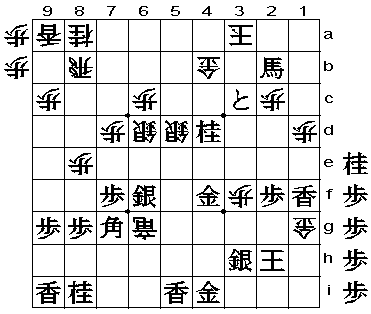
Партия Исида-Като, 1998 год.
Кинтэ: на G’1g чёрные ответили +B-2b.

Иногда кинтэ делают даже профессиональные игроки. Например, в феврале 1998 года Кадзуо Исида (яп. 石田和雄) в партии против Хифуми Като (яп. 加藤一二三), не обратив внимания на шах G’1g, сам дал шах +B-2b (диаг.).
Однако в профессиональных партиях кинтэ бывает редко. Вот статистика по некоторым видам кинтэ во всех официальных профессиональных партиях за 28 лет (с 1977 по 2005 год):
| Нифу                                                            | 44 раза |
| Второй ход подряд                                               | 22 раза |
| Оставление короля под шахом                                     | 8 раз   |
| Ход слоном или лошадиным драконом туда, куда он ходить не может | 5 раз   |
| Переворот фигуры тогда, когда она не имеет права перевернуться  | 3 раза  |

Сложно сказать, много это или мало (тем более что приведены лишь основные виды кинтэ), но хочется заметить, что если число приводимых кинтэ (82) поделить на длительность периода и примерное число профессионалов в те времена (150—160), то получится, что за указанный период профессионал совершал кинтэ одного из приводимых видов в среднем 1 раз в 50 лет.